# Маньковицька сільська рада
Маньковицька сільська́ ра́да (біл. Манькавіцкі сельсавет) — адміністративно-територіальна одиниця у складі Столинського району Берестейської області Білорусі. Адміністративний центр — село Маньковичі.

## Склад
Населені пункти, що підпорядковувалися сільській раді станом на 2009 рік:
| Населений пункт | Тип  | Населення, осіб (2009) |
| --------------- | ---- | ---------------------- |
| Маньковичі      | село | 2142                   |
| Отвержичі       | село | 556                    |

## Населення
За переписом населення Білорусі 2009 року чисельність населення сільської ради становила 2698 осіб.

### Національність
Розподіл населення за рідною національністю за даними перепису 2009 року:
| Національність               | Осіб | Відсоток |
| ---------------------------- | ---- | -------- |
| білоруси                     | 2617 | 97,00 %  |
| росіяни                      | 55   | 2,04 %   |
| українці                     | 8    | 0,30 %   |
| національність не вказана    | 8    | 0,30 %   |
| дві та більше національності | 4    | 0,15 %   |
| поляки                       | 2    | 0,07 %   |
| євреї                        | 1    | 0,04 %   |
| азербайджанці                | 1    | 0,04 %   |
| латиші                       | 1    | 0,04 %   |
| чуваші                       | 1    | 0,04 %   |
| Разом                        | 2698 | 100 %    |